# Gerd Gebhardt
Gerd Gebhardt (* 27. Januar 1951 in Frankfurt am Main) ist ein deutscher Musikmanager. 1992 wurde er als Mitbegründer des ECHO-Musikpreises bekannt.

## Leben und Wirken
Nach dem Ende seiner Schulzeit in Frankfurt und einem dreijährigen Internatsaufenthalt absolvierte Gebhardt eine Ausbildung als Werbekaufmann. In den 1960er Jahren arbeitete er als Diskjockey und war Gitarrist in einer Band. 1971 begann er zunächst  als Club- und Radiopromotor bei der Plattenfirma CBS Records, wo er unter anderem Albumtexte verfasste. Schließlich war er Leiter der Promotionabteilung und Leiter International Artists and Repertoire. Dank Gebhardts Mitarbeit gehörte die CBS in den 1970er Jahren zu den Wegbereitern des Disco-Souls und des Phillysounds in Deutschland. Daneben veranstaltete Gebhardt PR-Aktionen für Nina Hagen, Spliff und Nena. 1983 stieg er als Marketing Direktor bei WEA Music ein, wo er 1989 stellvertretender Geschäftsführer wurde. 1990 wurde er Geschäftsführer von Warner Music Germany und WEA Music. 1992 rief er gemeinsam mit Oliver Renelt den Musikpreis ECHO ins Leben, der bis zur Einstellung des Preises im Jahr 2018 als deutsches Pendant zu den US-amerikanischen Grammy Awards galt. Von 1997 bis 2001 war Gebhardt Präsident von Warner Music in Zentral- und Nordeuropa. Von 2001 bis 2005 war er Vorstandsvorsitzender des Bundesverbands Musikindustrie.  Er ist verheiratet und hat einen Sohn.

## Auszeichnungen
- 2011 wurde Gebhardt für seine Verdienste um die deutsche Musikwirtschaft mit einem Ehren-ECHO ausgezeichnet.

## Werke (Auswahl)
- 2010: Wem gehört Die Popgeschichte?: Musikkultur im neuen Jahrtausend (mit Jürgen Stark). Bosworth-Music GmbH